# William Dieterich
Pour les articles homonymes, voir Dieterich.
William Henry Dieterich, né le 31 mars 1876 et décédé le 12 octobre 1940, est un homme politique américain, membre du Parti démocrate et sénateur de l'Illinois de 1933 à 1939.